# Artur Tarimäe
Artur Aleksander Tarimäe, gebürtig Artur Aleksander Neuman (* 25. Dezember 1907jul. / 7. Januar 1908greg. in Reval, Gouvernement Estland; † 27. April 1961 in Tallinn, Estnische SSR) war ein estnischer Fußballspieler deutsch-baltischer Herkunft. In den 1930er Jahren estnisierte er seinen Familiennamen.

## Leben
Artur Tarimäe wurde als Sohn deutschbaltischer Eltern in Reval geboren. Ab seinem dreizehnten Lebensjahr spielte er Fußball. Er studierte später an der Technischen Universität Tallinn. Im Jahr 1926, im Alter von 18 Jahren spielte Tarimäe seine erste Saison in der Estnischen Fußballmeisterschaft bei Sirius Tallinn. Von 1927 bis 1932 spielte Tarimäe beim SK Tallinna Sport, mit dem er 1927, 1929, 1931 und 1932 Estnischer Fußballmeister wurde. Ab 1933 spielte er bei Tallinna JK in der 1. Liga in Estland. Nach dem Abstieg 1936 in der 2. Liga. Im selben Jahr des Abstieges erkrankte Tarimäe an einer Hirnhautentzündung durch die ihm ein vorzeitiges Karriereende drohte. Ab 1938 spielte er wieder und beendete ein Jahr später seine Fußballkarriere.
Von 1927 bis 1933 spielte Tarimäe zudem für die Estnische Fußballnationalmannschaft in 27 Länderspielen. Mit der Nationalelf nahm er insgesamt viermal am Baltic Cup teil und gewann die Austragung im Jahr 1931.
Artur Tarimäe starb 1961 im Alter von 53 Jahren in seiner Geburtsstadt. Er ist auf dem Friedhof Rahumäe im selbigen Stadtbezirk von Tallinn beerdigt.

## Erfolge
mit dem SK Tallinna Sport:
- Estnischer Meister (4): 1927, 1929, 1931, 1932

mit Estland:
- Baltic Cup (1): 1931